# Quinto Lutazio Catulo (console 102 a.C.)
Quinto Lutazio Catulo  (in latino Quintus Lutatius Catulus; 150 a.C. circa – 87 a.C.) è stato un poeta romano, console nel 102 a.C..

## Biografia

### Carriera politica
Conosciuto anche come Quinto Lutazio Catulo Cesare, essendo nato come Sesto Giulio Cesare poi adottato da Quinto Lutazio Catulo; per nascita era cugino di primo grado di Gaio Giulio Cesare (padre di Cesare il dittatore e cognato di Gaio Mario e Lucio Cornelio Silla)
Di famiglia nobile, fu prima amico e poi avversario politico di Gaio Mario, di cui fu collega nel consolato del 102. In precedenza era stato sconfitto alle elezioni per ben tre volte consecutive; una prima nel 106 a.C. da Gaio Atilio Serrano, poi nel 105 a.C. da Gneo Mallio Massimo e nel 104 a.C. da Gaio Flavio Fimbria. Non è noto se si candidò anche nel 103 a.C., anche se in ogni caso Cicerone non riporta il suo eventuale disappunto.
Benché non fosse riuscito ad impedire che i Cimbri forzassero il passo del Brennero avanzando nell'Italia settentrionale, nell'estate del 101 a.C. a Vercelli, nella battaglia dei Campi Raudii, gli eserciti di Catulo e Mario annientarono le forze nemiche. Per celebrare la vittoria, Catulo fece costruire un tempio, dedicato alla Fortuna huiusce diei, nell'area sacra di Largo di Torre Argentina.
In seguito partecipò alla guerra sociale, ma venne in conflitto con la fazione mariana e si tolse la vita asfissiandosi con il fumo.
Fu il padre di Quinto Lutazio Catulo, censore e console nel 78 a.C.

### Letterato di raffinata cultura
Lutazio Catulo fu un letterato di raffinata cultura e dotato di un elegante stile oratorio, lodato da Cicerone nel De oratore.
In stretto rapporto con il circolo degli Scipioni, la sua figura fu tra quelle che favorirono il sorgere della nuova corrente poetica dei Neoterici.
Egli stesso è annoverato tra i cosiddetti "preneoterici", di cui è l'esponente più noto.
Catulo compose opere storiche, di carattere memorialistico, come il De consulatu et de rebus gestis suis, orazioni, tra cui è famosa quella funebre in onore della madre Pompilia, ed epigrammi.
Nei due pervenutici, uno erotico e l'altro dedicato all'attore Roscio, Catulo risente dell'influsso degli epigrammi dei poeti ellenistici, primo fra tutti Callimaco, del quale riprende la brevità contenutistica e la scelta accurata dei vocaboli, tipico esempio di labor limae, pur rielaborando con originalità il modello greco. Entrambi i componimenti sono di carattere omosessuale, essendo il primo dedicato all'amore per un giovane di nome Teotimo (forse un nome ellenizzante sotto cui si cela un personaggio reale, come era usanza diffusa nei componimenti latini di argomento amoroso dell'epoca), mentre il secondo esalta la bellezza di Roscio.

#### Il testo dei due epigrammi
| Aufugit mi animus; credo, ut solet, ad Theotimum devenit. Sic est, perfugium illud habet. Quid, si non interdixem, ne illunc fugitivum mitteret ad se intro, sed magis eiceret? Ibimus quaesitum. Verum, ne ipsi teneamur formido. Quid ago? Da, Venus, consilium. | Il cuore mi è fuggito; come al solito, credo, da Teotimo è andato. Proprio così, è là che ha il suo rifugio. Che mai accadrebbe se non gli avessi fatto divieto di dar ricetto a quel fuggiasco, se non gli avessi imposto di scacciarlo? Andrò a cercarlo. Ma d'essere io stesso catturato ho gran paura. Che fare? dammi tu, Venere, un consiglio. |
| (fr. 1 Morel) | |

| Constiteram exorientem Auroram forte salutans, cum subito a laeva Roscius exoritur. Pace mihi liceat, caelestes, dicere vestra: mortalis visus pulchrior esse deo. | Mi ero fermato a salutare l'aurora che spuntava, quando improvvisamente spunta Roscio a sinistra. Sia detto senza offesa a voi, dei del cielo, ma un mortale mi parve più bello di un dio. |
| (fr. 2 Morel) | |

## Famiglia
Ebbe tre mogli:
- Domizia Enobarba. Furono sposati fra il 126 e il 111 a.C. Da lei ebbe un figlio:
  - Quinto Lutazio Catulo Capitolino, console nel 78 a.C.
- Servilia Cepiona. Si sposarono nel 109 e divorziarono nel 104 a.C. Da lei ebbe una figlia:
  - Lutazia, che fu la prima moglie dell'oratore Quinto Ortensio Ortalo, collega e rivale di Cicerone, dal quale ebbe due figli, Quinto Ortensio e Ortensia.
- Claudia Marcella. Si sposarono nel 103 a.C. e non ebbero figli.